# Eugenio Cisterna

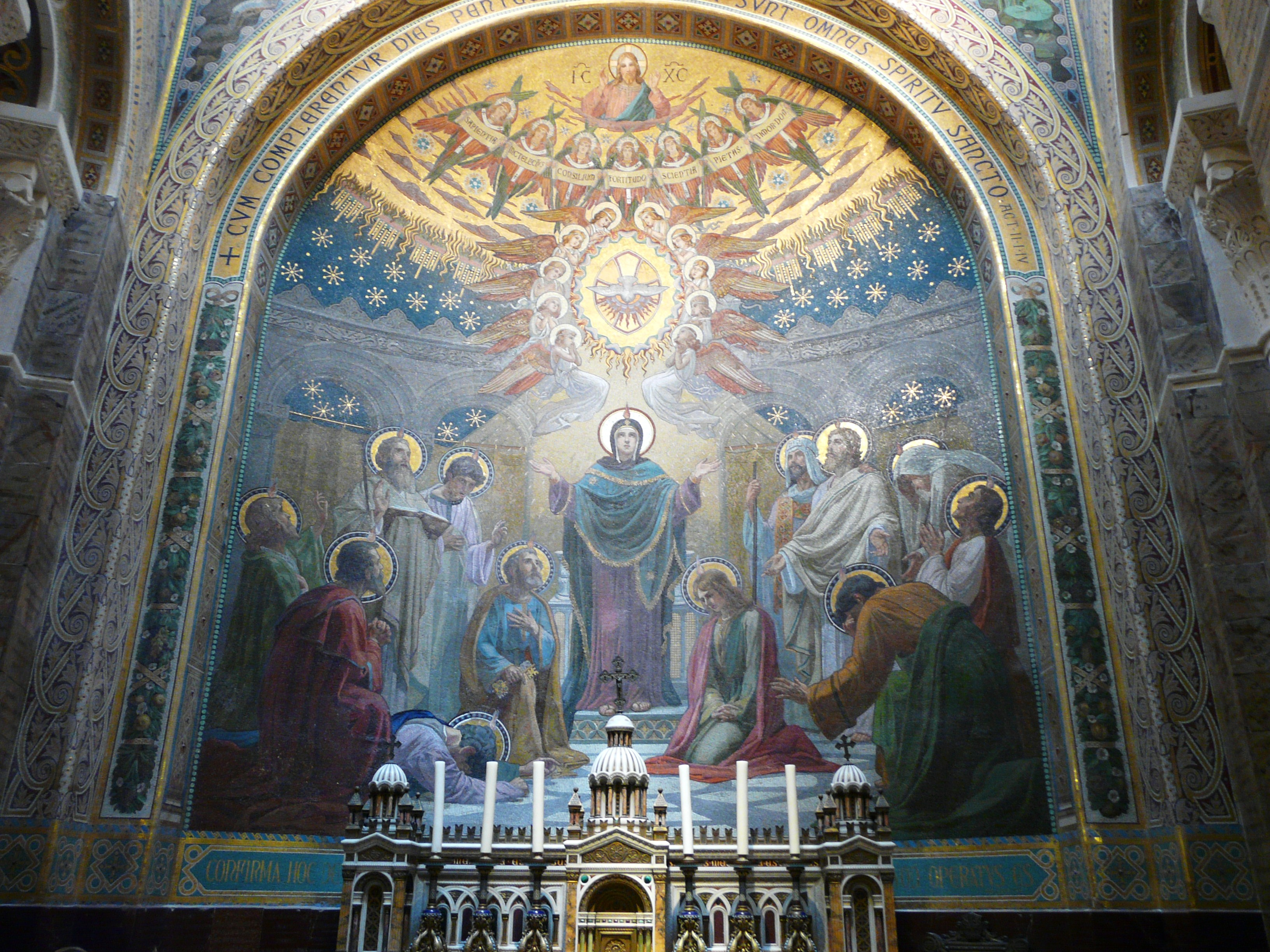
Mosaico di Eugenio Cisterna a Lourdes.

Eugenio Cisterna (Genzano di Roma, 30 ottobre 1862 – Genzano di Roma, 22 settembre 1933) è stato un pittore italiano.

## Biografia
Nacque a Genzano da Giacomo Cisterna e Bettina Pigliucci. All'età di 12 anni Eugenio Cisterna cominciò a frequentare a Roma la bottega del pittore Andrea Monti, originario anch'egli di Genzano, e divenne allievo del figlio di Andrea, Virginio Monti, pittore e decoratore di chiese; sposerà in seguito Emilia Monti, la sorella di Virginio.
Studiò a fondo il simbolismo e le tecniche della pittura paleo-cristiana, che riprese nelle decorazioni della cripta della chiesa di Sant'Agnese in Agone, la sua prima commessa (1882). Decorò, assieme al cognato Virginio gran parte delle chiese parrocchiali costruite a Roma dopo l'annessione. Operò comunque anche nel nord-Italia, soprattutto in Lombardia. Nel 1900 Eugenio Cisterna fondò la fabbrica di vetrate artistiche "Giuliani" che affidò alle nipoti Maria Letizia e Laura Giuliani; preparò numerosi cartoni per le vetrate artistiche.

## Opere
- Dittico raffigurante S. Brigida e S. Teresa, Chiesa di Santa Brigida (Roma)
- Convito eucaristico, Chiesa del Corpus Domini (Roma), abside
- Teoria di Angeli salmodianti, Chiesa del Corpus Domini (Roma), navata centrale e arcata sopra il presbiterio
- Scene del Pastor Bonus, Chiesa della Sacra Famiglia in via Sommacampagna, Roma (non più esistente)
- Martirio di S. Emerenziana, Funerali di S. Agnese e Pala dell'altare raffigurante S. Agnese, Chiesa di S. Agnese fuori le Mura (1896)
- Pala d'altare con il Sacro Cuore e Pala d'altare con l'Immacolata, Chiesa di San Vincenzo de Paoli all'Aventino
- Trittico dell'Addolorata, Chiesa di Santa Maria del Suffragio (Milano)
- Affreschi, Chiesa dei Santi Giorgio e Martiri inglesi (Roma)
- Affreschi, Chiesa di Sant'Alfonso Maria de' Liguori in Via Merulana (Roma)
- Presentazione al tempio, Chiesa di Santa Maria Bambina a Milano
- ‘’Affreschi’’ Cripta della Chiesa di Santa Agnese in Agone
- Affreschi e vetrate artistiche, Chiesa del Corpus Domini a Milano, cripta
- Affreschi, basilica di San Giulio, Cassano Magnago, 1926-1932: tema dominante del ciclo pittorico è la Santa Croce, di cui vengono celebrate l'Invenzione, nel trittico dell'abside, e l'Esaltazione, sulla cupola.
- Vetrate nel Santuario di San Camillo de Lellis (Milano), tutte e 123 le vetrate presenti